# 德拉霍馬諾韋
46°20′17″N 34°57′32″E / 46.33806°N 34.95889°E
德拉霍馬諾韋（烏克蘭語：Драгоманове）是位於烏克蘭南部的村莊，由赫爾松州海尼切斯克區的海尼切斯克市镇負責管轄。該村始建於1926年，面積12.9平方公里，海拔高度20米，2001年人口135，人口密度每平方公里10.4人。